# Nivea Barros
Nivea Maria Barros Silva es una deportista brasileña que compite en taekwondo. Ganó dos medallas en el Campeonato Panamericano de Taekwondo, bronce en 2021 y plata en 2024.

## Palmarés internacional
| Campeonato Panamericano | Campeonato Panamericano | Campeonato Panamericano | Campeonato Panamericano |
| Año                     | Lugar                   | Medalla                 | Categoría               |
| ----------------------- | ----------------------- | ----------------------- | ----------------------- |
| 2021                    | Cancún (México)         | Medalla de bronce       | –49 kg                  |
| 2024                    | Río de Janeiro (Brasil) | Medalla de plata        | –49 kg                  |